# Liste der Bodendenkmale in Doberlug-Kirchhain
In der Liste der Bodendenkmale in Doberlug-Kirchhain sind alle Bodendenkmale der brandenburgischen Stadt Doberlug-Kirchhain und ihrer Ortsteile aufgelistet. Grundlage ist die Veröffentlichung der Landesdenkmalliste mit dem Stand vom 31. Dezember 2021. Die Baudenkmale sind in der Liste der Baudenkmale in Doberlug-Kirchhain aufgeführt.
|    | Gemarkung                 | Flur    | Kurzansprache | Bodendenkmalnummer | Bemerkung                                            | Bild                                      |
| -- | ------------------------- | ------- | --- | ------------------ | ---------------------------------------------------- | ----------------------------------------- |
| 1  | Arenzhain (Lage)          | 1, 3    | Friedhof deutsches Mittelalter, Dorfkern deutsches Mittelalter, Steinkreuz deutsches Mittelalter, Steinkreuz Neuzeit, Kirche Neuzeit, Dorfkern Neuzeit, Friedhof Neuzeit, Kirche deutsches Mittelalter | 20347              |                                                      | Arenzhainer Kirche · Steinkreuz Arenzhain |
| 2  | Buchhain (Lage)           | 2, 4, 5 | Dorfkern deutsches Mittelalter, Kirche Neuzeit, Dorfkern Neuzeit, Friedhof Neuzeit, Kirche deutsches Mittelalter, Friedhof deutsches Mittelalter                                                       | 20348              |                                                      |                                           |
| 3  | Doberlug-Kirchhain (Lage) | 3, 5, 6 | Altstadt deutsches Mittelalter, Altstadt Neuzeit, Kirche deutsches Mittelalter, Kirche Neuzeit, Friedhof deutsches Mittelalter, Friedhof Neuzeit, Siedlung römische Kaiserzeit                         | 20260              |                                                      |                                           |
| 4  | Doberlug-Kirchhain (Lage) | 15      | Kloster deutsches Mittelalter, Kloster Neuzeit, Schloss Neuzeit | 20261              | Hauptartikel: Kloster Dobrilugk und Schloss Doberlug | Schloss Doberlug                          |
| 5  | Doberlug-Kirchhain (Lage) | 15, 17  | Altstadt Neuzeit, Siedlung Eisenzeit, Siedlung Bronzezeit | 20262              |                                                      |                                           |
| 6  | Doberlug-Kirchhain (Lage) | 13      | Siedlung deutsches Mittelalter, Siedlung Neuzeit | 20263              |                                                      |                                           |
| 7  | Doberlug-Kirchhain (Lage) | 19      | Mühle Neuzeit, Produktionsstätte Neuzeit, Siedlung Neuzeit, Mühle deutsches Mittelalter, Siedlung deutsches Mittelalter                                                                                | 20264              |                                                      |                                           |
| 8  | Doberlug-Kirchhain (Lage) | 14, 15  | Mühle Neuzeit | 20608              |                                                      |                                           |
| 9  | Doberlug-Kirchhain (Lage) | 18      | Mühle Neuzeit | 20609              |                                                      |                                           |
| 10 | Dübrichen (Lage)          | 1       | Kirche deutsches Mittelalter, Dorfkern deutsches Mittelalter, Friedhof Neuzeit, Friedhof deutsches Mittelalter, Kirche Neuzeit, Dorfkern Neuzeit                                                       | 20349              |                                                      |                                           |
| 11 | Frankena (Lage)           | 2, 3    | Friedhof deutsches Mittelalter, Kirche deutsches Mittelalter, Friedhof Neuzeit, Dorfkern deutsches Mittelalter, Kirche Neuzeit, Dorfkern Neuzeit                                                       | 20300              |                                                      |                                           |
| 12 | Hennersdorf (Lage)        | 1       | Dorfkern Neuzeit, Dorfkern deutsches Mittelalter | 20350              |                                                      |                                           |
| 13 | Lichtena (Lage)           | 2, 3    | Dorfkern Neuzeit, Dorfkern deutsches Mittelalter | 20351              |                                                      |                                           |
| 14 | Lugau (Lage)              | 2, 3, 4 | Dorfkern deutsches Mittelalter, Münzfund Neuzeit, Friedhof Neuzeit, Kirche deutsches Mittelalter, Kirche Neuzeit, Dorfkern Neuzeit, Friedhof deutsches Mittelalter                                     | 20352              |                                                      |                                           |
| 15 | Lugau (Lage)              | 2       | Gräberfeld Eisenzeit, Gräberfeld Bronzezeit | 20356              |                                                      |                                           |
| 16 | Nexdorf (Lage)            | 2       | Kirche Neuzeit, Dorfkern Neuzeit, Dorfkern deutsches Mittelalter, Kirche deutsches Mittelalter, Friedhof deutsches Mittelalter, Friedhof Neuzeit                                                       | 20353              |                                                      |                                           |
| 17 | Prießen (Lage)            | 1, 5    | Kirche deutsches Mittelalter, Friedhof deutsches Mittelalter, Dorfkern Neuzeit, Kirche Neuzeit, Friedhof Neuzeit, Dorfkern deutsches Mittelalter                                                       | 20354              |                                                      |                                           |
| 18 | Trebbus (Lage)            | 3       | Siedlung römische Kaiserzeit, Siedlung Eisenzeit, Siedlung deutsches Mittelalter, Siedlung slawisches Mittelalter                                                                                      | 20277              |                                                      |                                           |
| 19 | Trebbus (Lage)            | 1, 2    | Kirche deutsches Mittelalter, Kirche Neuzeit, Friedhof Neuzeit, Dorfkern Neuzeit, Friedhof deutsches Mittelalter, Dorfkern deutsches Mittelalter                                                       | 20399              |                                                      |                                           |
| 20 | Werenzhain (Lage)         | 2, 4, 5 | Friedhof deutsches Mittelalter, Dorfkern deutsches Mittelalter, Kirche deutsches Mittelalter, Kirche Neuzeit, Dorfkern Neuzeit, Friedhof Neuzeit                                                       | 20355              |                                                      |                                           |
| 21 | Werenzhain (Lage)         | 5       | Landwehr deutsches Mittelalter | 20610              |                                                      |                                           |
| 22 | Werenzhain (Lage)         | 5       | Rast- und Werkplatz Steinzeit, Siedlung Urgeschichte | 20611              |                                                      |                                           |